# داریوش کایدپور
داریوش کایدپور (۱۳۳۱ در مسجد سلیمان - ۱۳۶۷ در تهران) فعال سیاسی، دانشجوی زندانی، شاعر، عضو و تئوریسین سازمان رزمندگان آزادی طبقه کارگر بود. او به سبب آثار تئوریکی که در رابطه با جامعه و سیاست ایران نوشته است شناخته شده است. کایدپور از جمله فعالان سیاسی است که در جریان اعدام دسته‌جمعی زندانیان سیاسی ایران در تابستان ۱۳۶۷ اعدام شد.

## زندگی
داریوش کایدپور در سال ۱۳۳۱ در مسجد سلیمان به دنیا آمد. پدرش جمعه کایدپور کارگر شرکت نفت مسجد سلیمان بود و در فعالیت‌های اعتراضی کارگران حضور داشت و چندین بار از طرف ساواک دستگیر شد. مادر او نیز به نام مروارید نصیر در ارتباط با فعالیت‌ها و مبارزات همسر و فرزندانش قرار داشت. داریوش کاید پور دوران کودکی و نوجوانی خود را در این شهر گذراند و بهمراه برادرش ایرج با فعالیت‌های سیاسی و اعتراضات کارگری کارگران شرکت نفت مسجد سلیمان آشنا شد. در سال ۱۳۴۹ وارد دانشگاه صنعتی آریامهر (شریف کنونی) شد و به تحصیل در رشتهٔ فیزیک پرداخت. کایدپور در تهران در ارتباط با گروه‌های سیاسی مارکسیست قرار گرفت و در سال ۱۳۵۱ از جانب ساواک دستگیر و به ۳ سال و ۶ ماه زندان محکوم شد. آلبرت سهرابیان در خاطرات خود علت دستگیری داریوش و ایرج کایدپور را عضویت در یک محفل مارکسیستی با گرایش مائوئیستی دانسته است. او این مدت را در زندان گذراند و علی‌رغم پایان زمان حبس، آزاد نشد و ۱ سال و نیم دیگر هم در زندان اوین نگاه داشته شد. در همین فاصله پدر داریوش و ایرج کایدپور در مهر ۱۳۵۴ در یک تصادف رانندگی درگذشت، اما به این دو برادر مرخصی داده نشد. داریوش کایدپور تقریباً همزمان با آغاز جنبش مردمی در سال‌های ۵۷–۱۳۵۶ آزاد شد.
داریوش کایدپور پس از آزادی از زندان به سازمان رزمندگان آزادی طبقه کارگر پیوست و به عنوان عضو مرکزیت سازمان، در هیئت تحریریهٔ نشریهٔ رزمندگان آزادی طبقه کارگر عضویت داشت. سازمان رزمندگان آزادی طبقهٔ کارگر از جمله گروههای موسوم به خط ۳ بود که وجه اشتراک آن‌ها در انتقاد از مشی مسلحانه و اعتقاد به مشی سیاسی-تودهای بود. با وقوع انقلاب و بروز درگیری در کردستان ایران، داریوش کایدپور نیز به کردستان رفت و وارد زندگی مخفی شد. با آغاز جنگ ایران و عراق بخشی از نیروهای سازمان رزمندگان تاکتیکی را که «دفاع‌طلبی انقلابی» می‌نامیدند در پیش گرفتند. داریوش کایدپور در اعتراض به این تاکتیک از عضویت در تحریریهٔ نشریهٔ رزمندگان استعفا کرد.
با ادامهٔ مبارزات و فشار نظامی سنگین به نیروهای چپ، کایدپور در سال ۱۳۶۴ به کردستان عراق رفت و در آنجا مشغول فعالیت شد. او در شهریور ۱۳۶۵ در هنگام ورود به ایران به منظور رسیدگی به مسائل تشکیلاتی و دیدار با نیروهای سیاسی کردستان ایران، توسط نیروهای امنیتی جمهوری اسلامی ایران دستگیر و به تهران منتقل شد. او ابتدا به زندان توحید منتقل و مورد بازجویی شکنجه قرار گرفت. با این حال حکمی برای کایدپور صادر نشد و او به اصطلاح زندانیان سیاسی «زیر حکمی» بود و بدون صدور حکم در زندان نگاه داشته شد. داریوش کایدپور در نهایت به زندان اوین منتقل و بدون حکم زندانی شد. او در انفرادی و جدا از سایر زندانیان سیاسی نگه داشته می‌شد، اما یادداشت‌هایی می‌نوشت که به ویژه در سال‌های ۱۳۶۵ و ۱۳۶۶ از انفرادی به دست سایر زندانیان سیاسی در بندهای ۳ و ۵ اوین می‌رسید.
او در ۵ مرداد ۱۳۶۷ توسط مقامات زندان فراخوانده شد و در جریان اعدام دسته‌جمعی زندانیان سیاسی ایران در تابستان ۱۳۶۷ اعدام شد. در اواخر آذر ۱۳۶۷ وسایل شخصی کایدپور شامل چمدان و یک ساک دستی به خانوادهٔ وی تحویل داده‌شد و اجازهٔ برگزاری مراسم سوگواری نیز به خانوادهٔ وی داده نشد. مادر داریوش کایدپور به نام مروارید نصیر نیز روز چهارشنبه ۲۶اسفند ۱۳۸۸ در سن ۷۸ سالگی در بیمارستانی در کرج درگذشت.

## آرا و افکار و جهت‌گیری سیاسی
احزاب و سازمان‌های چپ ایران پس از انقلاب ۱۳۵۷ دچار سرکوب و فشار بی‌سابقه‌ای شدند و شرایط خاص دوران پس از انقلاب همزان بحرانی سیاسی و ایدئولوژیک را نیز برای آن‌ها ایجاد کرد. سازمان رزمندگان آزادی طبقهٔ کارگر به مانند دیگر سازمان‌ها دچار بحرانی درونی شد که خود را به صورت ایجاد سه جریان اصلی در درون سازمان نشان داد. گرایشی در درون سازمان تز راه رشد غیر سرمایهداری را که مورد قبول جریان‌هایی مانند سازمان فداییان (اکثریت) و حزب توده بود پذیرفته و این جناح پیوست. جناح دوم که خود را «فراکسیون انقلابی» می‌نامید، از دیدگاه‌های اتحاد مبارزان کمونیست پیروی کرد و پیوستن به روند تشکیل حزب کمونیست ایران به محوریت کومله را در دستور کار خود قرار داده‌بود. گرایش سومی هم وجود داشت که منتقد سرسخت دو گرایش دیگر بود و نام «کمیتهٔ انقلابی م. ل سازمان رزمندگان آزادی طبقهٔ کارگر» را برای خود برگزیده‌بود و قصد بازسازی سازمان رزمندگان را داشت. داریوش کایدپور مهم‌ترین سخنگوی گرایش سوم بود و در هیئت تحریریهٔ نشریهٔ این جریان با عنوان «کمیته انقلابی مارکسیست-لنینیست (کامل)» نیز عضویت داشت. او آثار تئوریک بسیاری را در شرایط سخت در نقد گرایشهای دیگر و نیز در نقد دیدگاههای اتحاد مبارزان کمونیست و حزب کمونیست ایران به نگارش درآورده‌بود. داریوش کایدپور معتقد بود که با به قدرت رسیدن ضدانقلاب، دوره‌ای از ارتجاع آغاز شده و در این دوره با عقبنشینی انقلابی و نقد آوانتوریسم در سبک کار، کادرها را حفظ کرد و کار درازمدت صبورانه‌ای را پیش برد.

## آثار
- نقدی بر جزوهٔ «سه منبع و سه جزء سوسیالیسم خلقی ایران» ا.م. ک
- ۹ مقاله دربارهٔ جنگ
- اسنادی از روابط کومله با سازمان رزمندگان
- بررسی مسائل انقلاب پرولتری
- بیانیه دربارهٔ جنگ ارتجاعی ایران و عراق
- بیانیهٔ رزمندگان آزادی طبقه کارگر پیرامون جنبش انقلابی خلق کُرد، آبان ۱۳۶۴
- توضیح دربارهٔ انتشار این اسناد
- چگونه حزب در دفاع از تاکتیک لیبرالی شوراهای واقعی به لنین «سندیکالیست» حمله‌ور می‌شود؟
- حزب، شورا، سندیکا
- در اعماق طویلهٔ اوژیاس: دربارهٔ مواضع اساسی راه کارگر در قبال جنبش خلق کُرد و مسائل اساسی آن
- دموکراسی انقلابی یا دموکراسی اسلامی؟
- ساخت اقتصادی ایران، جلد اول
- سخنرانی آموزشی دربارهٔ پاره‌ای مسائل فلسفی و انحرافات جنبش کمونیستی ایران (فلسفهٔ سانتریسم)
- طرح برنامهٔ حزب کمونیست ایران
- طرح برنامهٔ حزب کمونیست ایران، رزمندگان آزادی طبقه کارگر
- عصر چهارم، راه رشد غیرسرمایه‌داری: سوسیالیسم تخیلی یا ضدانقلاب بورژوازی
- علیه «انقلاب» با سوگند «دفاع از انقلاب»: نقدی بر مواضع حزب کمونیست ایران در قبال جنگ
- فیزیولوژی مارکسیسم غیرمتعارفی
- قطعنامهٔ سندیکاهای سرخ
- مبارزهٔ طبقاتی و ضدانقلاب بورژوازی در ایران
- نقدی بر پیش‌نویس برنامهٔ مشترک کومله و ا.م. ک
- ورشکستگی سانتریسم فدایی «اقلیت»: دربارهٔ حادثهٔ ۴ بهمن در مقر س.چ.ف. خ (اقلیت)، کمیته کردستان
- یادداش کوتاه فلسفی در بارهٔ فوئرباخیسم
- یادداشت در مورد فلسفه: نگاهی به گفتگوهای فلسفی مائو مورخهٔ ۱۸ اوت ۱۹۶۴
- یادداشت‌ها و نکات از کتاب تروتسکی: انقلاب پیگیر

## شعر
داریوش کایدپور به سرایش شعر نیز می‌پرداخت و اشعار متعددی از او به جای مانده است که برخی از آن‌ها در نشریات سیاسی و انقلابی به چاپ رسیده است. شعر آزادی سروده‌ای از اوست که در زندان اوین سروده شده و به دفعات انتشار یافته است.
آزادی
هنگامی که باد می‌وزید
و حرارت همچنان در تغییر بود!
من در خیابانی گمنام
از مادری لاغر و فرتوت
جدا شدم
و آشکارا
چون لحظهٔ تولد
برهنه و بی‌استتار زیستم
زیرا که چیزی برای پنهان کردن نداشتم!
و یافتم
مردمانی را
که چون من
در فقر و تباهی و ظلمت
اندوه و رنج سخت
عریان و بی‌نقاب.
ای ذرات باد
که پاک‌ترین پیک‌هایید!
پیام مرا برسانید به گوش گرسنگان جهان
که ما چون پتک خواهیم شد
و هر مانعی را خرد خواهیم کرد!
که ما چون سیل خواهیم شد!
و خانه‌های عافیت و آرامش را
که بر پشت سر ما
لم داده بر زمین
ویران کنیم!
آتش می‌افکنیم به دنیای کهنگی!
ویران می‌کنیم، تا عالمی رها
از نو بنا کنیم!
با ارتشی که
ستمدیدگان فقر!
زحمتکشان مانده به یک قرص نان خشک!
داغ فرار حقارت و پستی
بر پشت دیدگان!
سازندگان قوهٔ آنند!
شاید باد پیکم را به دیوارها بکوبد!
همچنان که مشتم را!
اما ای ذرات باد
که پاک‌ترین پیک‌هایید،
من در نبرد شب از پا فتاده‌ام!
آزاد زیسته‌ام!
آزاد مرده‌ام!
سال ۱۳۶۱